# Leone (araldica)
Il leone, con la sua reputazione di forza, di coraggio, di nobiltà, così conforme all'ideale medievale, veniva spesso utilizzato in araldica, soprattutto dai Plantageneti. I primi a utilizzarlo come figura ornamentale sulle armi furono i Franchi (Merovingi e Carolingi), che poi adottarono il giglio.
Nella Bibbia, in chiave simbolica, il leone rappresenta forza e valore: Tre esseri hanno un portamento maestoso, anzi quattro sono eleganti nel camminare: il leone, il più forte degli animali, che non indietreggia davanti a nessuno; il gallo pettoruto, il caprone e un re alla testa del suo popolo (Proverbi 30,29-30). Ma il leone fu anche simbolo dei re della stirpe di Davide (compreso il Messia cf. Apocalisse 5,5), fu stemma della tribù di Giuda (Genesi 49,9), fu scolpito sul trono di Salomone, e nel tardo giudaismo era uno dei soggetti predominanti nelle decorazioni sinagogali. Anche in oriente ed estremo oriente i leoni erano molto presenti e spesso posti all'entrata di luoghi sacri. In Giappone, il leone divenuto il cane-leone è detto il cane-Buddha. A volte furono rappresentati anche figure di "uomini-leone".
Si parla di leone e di leopardo, ma in realtà si tratta sempre dello stesso animale araldico, ma con le seguenti differenze sostanziali:
- leone:
  - testa di profilo;
  - più barbuto;
  - coda tradizionalmente rivolta all'interno;
  - posizione predefinita o preferenziale: rampante, ossia ritto sulla zampa posteriore sinistra, con la zampa posteriore destra alzata e le zampe anteriori protese come verso una preda, che è d'altronde il significato di rampante (dal latino rapiens, participio presente di rapio: "ghermire" [una preda])
- leopardo:
  - testa di fronte;
  - meno barbuto;
  - coda tradizionalmente rivolta all'esterno;
  - posizione di predefinita o preferenziale: passante, ossia appoggiato su tre zampe, con la zampa anteriore destra sollevata.

Il leopardo è stato usato prima del leone; il tentativo della Chiesa di modificare il leopardo in leone, simbolo più cristiano, è comprovato, prima del 996, dalla lapide tumulare di Roberto I di Normandia, nella quale è inciso il disegno di un leone passante circondato da una didascalia circolare che mette in relazione questo simbolo con la Bibbia: Ecce vicit leo de Tribu Juda, radix David. L'iscrizione si riferisce alla tribù di Giuda, alla quale apparteneva Gesù, discendente di Re Davide.

## Varianti
Il successo del leone è la causa della sua eccessiva diffusione e quindi banalizzazione, spiegata bene dal detto araldico: "chi non ha un blasone, porta un leone".
Avendo perso la sua capacità di individuazione, il leone si è visto attribuire tutta una serie di caratteristiche che potessero sostituirla. Ci si trova di fronte ad un affollatissimo parco di leoni che differiscono solo per dettagli minimi, come il colore degli artigli o la posizione delle zampe (se la zampa posteriore destra è appoggiata, allora è saltante e non più rampante). Si è ben lontani dalla regola secondo cui le figure devono essere chiaramente identificabili da lontano, ma è anche vero che la loro funzione si allontana sempre più dai polveroni delle mischie.
Ecco alcune delle numerose varianti del leone (le stesse si trovano anche per il leopardo, naturalmente):
- d'azzurro a un leone d'argento con la coda doppia (fig. 1): la coda è talvolta biforcuta o annodata.
- d'argento a un leone di verde, coronato di nero, armato e lampassato d'azzurro e immaschito di rosso; cioè: leone verde, corona nera, artigli e lingua azzurri, sesso rosso (il sesso di un colore diverso dal rosso è un marchio d'infamia, indicante violenza o adulterio).
- di verde alla testa strappata di leone d'oro.
- d'argento al leone nascente di verde.
- d'oro a due leoni affrontati d'azzurro.
- d'argento a tre leoncini di verde: quando sono più di due, il leone diventa leoncino, senza cambiare aspetto.
- di rosso al leone codardo d'oro: la coda tra le zampe (codardo) non è simbolo di gloria.
- d'oro al leone rivoltato e diffamato di rosso: gli animali blasonici guardano normalmente a destra, cioè affrontano con lo sguardo il loro avversario; volto a sinistra (rivoltato), è forse in fuga, non essendo certo una posizione che indichi valore; il leone senza coda è detto diffamato.

I blasoni che portano dei leoni condannati da marchi d'infamia sono rari, semplicemente perché i loro possessori – poco inclini a sfoggiare delle immagini poco gloriose dovute ai difetti personali o ereditati – si impegnarono a crearsi un nuovo blasone (detto "di sostituzione"), il che naturalmente non riguarda solo il leone.

Il leone è classificato come figura araldica naturale (anche quando ha due code), ma lo si ritrova molto frequentemente come componente di qualche figura araldica chimerica, in particolare nella chimera o nel grifone (in cui il leone si "ibrida" con l'aquila, la sua più temibile concorrente araldica).

Figura 1

## Posizione araldica ordinaria

### Leone
Il leone è rappresentato con la testa in profilo (ciò che lo distingue dal leopardo), ritto sulla zampa posteriore sinistra, con la destra alzata e le zampe anteriori protese come verso una preda (cioè rampante), con la coda ripiegata verso la schiena, la bocca aperta e la lingua ben visibile, così come gli attributi sessuali.

Leone
Leone illeopardito
Leone rampante d'azzurro
Leone rampante di colore aranciato
Leone rampante d'oro (Castelbellino)
Due leoni rampanti (Morgex)
Leone rampante di nero (Courmayeur)
Leone rampante d'oro (Ventimiglia)

### Leopardo
Il leopardo si distingue dal leone per avere la testa in maestà, cioè di fronte, mentre la posizione è passante, appoggiato su tre zampe, con la destra anteriore sollevata. Gli altri elementi (coda, bocca, lingua, attributi sessuali) sono gli stessi del leone. Pur con un nome diverso, in virtù della posizione, rappresenta lo stesso animale: il leone.

Leopardo
Leopardo illeonito (Giske, Norvegia)

## Attributi araldici
- Accovacciato, se appiattato nel covo
- Addossato, se contrappone la schiena ad altro leone
- Affrontato, quando ad un altro leone contrappone la fronte
- Alato, se fornito di ali
- Allumato, con gli occhi di smalto diverso
- Armato, con le unghie di smalto diverso
- Castrato, se privo degli organi sessuali
- Codato, con la coda di smalto diverso
- Coronato, quando sormontato da una corona (che però non è calzata)
- Diademato, se cinto dal nimbo di gloria, come il leone di Venezia
- Diffamato, quando privo di coda
- Fermo, se riposa sulle quattro zampe
- Fissante, con lo sguardo intenzionalmente rivolto verso un elemento dello scudo
- Illeonito, se il leopardo è rampante
- Illeopardito, se il leone è passante
- Immaschito od osceno, con gli organi sessuali di smalto diverso
- Infamato, se privato di organi sessuali in segno di infamia e disonore
- Lampassato, con la lingua di smalto diverso
- Marinato, quando finisce con coda di pesce
- Rampante, nella posizione abituale
- Rivoltato, quando rivolto verso sinistra
- Seduto, quando riposa sul treno posteriore